# Levens, Alpes-Maritimes
Levens är en kommun i departementet Alpes-Maritimes i regionen Provence-Alpes-Côte d'Azur i sydöstra Frankrike. Kommunen ligger  i kantonen Levens som ligger i arrondissementet Nice. År 2022 hade Levens 5 366 invånare.

## Befolkningsutveckling
Antalet invånare i kommunen Levens
Referens: INSEE